# Сочій-Ной
Сочій-Ной (рум. Socii Noi) — село у Фалештському районі Молдови. Входить до складу комуни, адміністративним центром якої є село Келугер.

## Населення
За даними перепису населення 2004 року у селі проживали 345 осіб.
Національний склад населення села:
| Національність       | Кількість осіб | Відсоток |
| -------------------- | -------------- | -------- |
| українці             | 233            | 67,5%    |
| молдавани            | 88             | 25,5%    |
| росіяни              | 20             | 5,8%     |
| цигани               | 2              | 0,6%     |
| інша / без відповіді | 2              | 0,6%     |
| Всього               | 345            | 100%     |